# Bjorn Selander
Pour les articles homonymes, voir Selander.
Bjorn Selander (né le 28 janvier 1988 à Hudson (Wisconsin)) est un coureur cycliste américain, membre de l'équipe Rally.

## Biographie
Bjorn Selander est le fils de Dag Selander, cycliste norvégien professionnel de 1981 à 1984. Il pratique d'abord le BMX à partir de 8 ans puis se consacre à la route quelques années plus tard. Il gagne deux titres de champion des États-Unis de cyclo-cross en catégories juniors et espoirs. Il devient professionnel en 2009.

## Palmarès sur route

### Par années
- 2008
  - 2e et 3e (contre-la-montre par équipes) étapes du Tour du Belize

### Classements mondiaux
| Année            | 2008 | 2009 | 2010 | 2011 | 2012 | 2013 | 2014 |
| ---------------- | ---- | ---- | ---- | ---- | ---- | ---- | ---- |
| UCI America Tour | 232e | 132e |      |      |      |      | 357e |

### Résultats sur les grands tours

#### Tour d'Italie
- 2011 : 129e

## Palmarès en cyclo-cross
- 2004-2005
  -  Champion des États-Unis de cyclo-cross juniors
- 2007-2008
  -  Champion des États-Unis de cyclo-cross espoirs